# Simone Young
Simone Margaret Young (Sydney, 1961. március 2. – ) ausztráliai karmesternő. 

## Élete, munkássága
Simone Young Sydney-ben született ír származású apa és horvát felmenőkkel rendelkező anya gyermekeként. Egyik szülő sem zenélt, apja irodalom- és zeneszerető ügyvéd volt. A klasszikus zenével kapcsolatos első ismereteit a szülei bakelitgyűjteményének köszönheti, benne Johann Strauss keringőinek, Beethoven 5. szimfóniájának, Mozart Kis éji zenéjének és Percy Faith A summer place című művének felvételei. A sydney-i katolikus lányiskolában, a Monte Sant′Angelo Mercy College-ben tanult, zenei képzését pedig a Sydney-i Konzervatóriumban végezte zongora, zeneszerzés és karmester szakon. Tanulmányait követően 1983-ban a Sydney-i Operaházban működő Ausztrál Operában kezdett dolgozni korrepetitorként. „Az első szimfonikus élményeim abban a koncertteremben voltak” – mondta. 1985-ben mutatkozott be karmesterként a Mikádó és A kis hableány című előadásokban. A következő évben kinevezték rezidens karmesternek, mint az első nőt és a legfiatalabb karmestert. Megválasztották az év fiatal ausztráljának, és megkapta az Ausztráliai Tanács ösztöndíját, hogy külföldi tanulmányutakon vehessen részt.
Stuart Challender, az Sydney Symphony Orchestra vezető karmestere tanácsára („Nagy hal vagy itt egy kis tóban. Menj Németországba!”) férjével együtt elutazott Németországba. Itt kezdte európai karrierjét: a Kölni Operaházban James Conlon, majd a Berlini Állami Operában és a Bayreuthi Ünnepi Játékokon Daniel Barenboim asszisztense lett. Ezután nemzetközi karrierje gyorsan fejlődött, és néhány éven belül az összes nagyobb operaházban és a világ legfontosabb zenekaraival fellépett. A Metropolitan Operában már 1996-ban bemutatkozott, a Bohéméletet vezényelte. 1998 és 2002 között a Bergeni Filharmonikus Zenekar, majd 2001 és 2003 között az Ausztrál Opera vezető karmestere volt. 2000-ben, a sydney-i olimpián ő vezényelte a nemzeti himnuszt. 2005-ben a Hamburgi Állami Operaház művészeti igazgatójává és a Hamburgi Filharmonikus Zenekar általános zeneigazgatójává nevezték ki, ahol rendkívül széles repertoárt vezényelt (többek között Mozart, Verdi, Puccini, Wagner, Richard Strauss, Hindemith, Britten és Henze műveit). E hamburgi tisztségeket tíz évig, 2015-ig töltötte be. 2005-ben a Wiener Musikvereinben – első női karmesterként – vezényelte a női zenészektől sokáig mereven elzárkózó Bécsi Filharmonikusokat (a zenekar első női tagja egyébként Lelkes Anna magyar hárfaművész volt 1997-ben). 2017–2020-ban a Lausanne-i Kamarazenekar vezető vendégkarmestere volt. 2021-ben meghívták a francia nemzeti ünnepen hagyományosan megtartott szabadtéri Párizsi Koncert dirigálására. A 2021–2022-es évadban a Salomét vezényelte az Opernhaus Zürichben, a Peter Grimest a bécsi Staatsoperben és A rózsalovagot a berlini Staatoper Unter den Lindenben, valamint szimfonikus koncerteket Oslóban, Stockholmban, Párizsban, Los Angelesben, New Yorkban, Washingtonban, San Franciscóban és Lausanne-ban.
2022-ben a Sidney-i Szimfonikus Zenekar vezető karmestere lett.
Annak ellenére, hogy sokan operakarmesternek tartják, a világ vezető szimfonikus zenekarainak is állandó vendége. Dirigálta a New York-i, Los Angeles-i, a berlini, a bécsi, a müncheni, a stockholmi, a helsinki, a BBC és a drezdai filharmonikus zenekarokat, az Orchestre Philharmonique de Monte Carlót, az Orchestre de Parist, a Staatskapelle Dresdent, a linzi Bruckner Orchestrát, Barcelona, San Francisco, Cincinnati, Detroit, Chicago, Dallas zenekarait és sok más együttest. Ausztráliában vezényelte a Nyugat-Ausztrál, az Adelaide-i, a Melbourne-i és a Queenslandi Szimfonikus Zenekart, valamint az Ausztrál Világzenekart. Az operák terén az elmúlt évadokban fellépett például a Bécsi Állami Operaházban (Benjamin Britten: Szentivánéji álom, Henze: Das verratene Meer, Richard Wagner: Lohengrin, Parsifal, Prokofjev: A szerencsejátékos, Gounod: Faust, Richard Strauss Salome), a Bajor Állami Operaházban (Janáček: Jenůfa, A holtak házából, Wagner: Tannhäuser, Trisztán és Izolda, Beethoven: Fidelio, Richard Strauss: Elektra), a Berlini Állami Operaházban (Puccini: Tosca, Beethoven: Fidelio, Muszorgszkij: Hovanscsina, Richard Strauss: Az árnyék nélküli asszony, Wagner: Tannhäuser), a Zürichi Operában (Richard Strauss: Elektra, Beethoven: Fidelio, Wagner: Parsifal, Lohengrin), a madridi Teatro Realban (Albert Reimann: Lear), a stockholmi Svéd Királyi Operában (Richard Strauss: Elektra). Többször visszatért Zürichbe, Münchenbe, Berlinbe, Bécsbe, a New York-i Metropolitan Operába és az Opera Nationale de Paris-ba. Érdekesség, hogy a Metropolitan Operában öt hónapos terhes korában lépett fel először, a Bécsi Állami Operát pedig 1997-ben, egy hónappal a szülés előtt vezényelte.
Simone Young számos díjat és kitüntetést kapott pályája során. 2004-ben megkapta az Ausztrália Rendje kitüntetést és a francia Chevalier de l’Ordre des Arts et des Lettres tagjává nevezték ki. 2005-ben kitüntették a rangos Goethe Intézeti Éremmel, 2011-ben pedig elnyerte a Sir Bernard Heinze-díjat. Sikeres 2012-es brisbane-i turnéja során megkapta a Helpmann-díjat a legjobb klasszikus zenei előadásért. A turné során a Hamburgi Operával szerepelt, és különösen Wagner A Rajna kincse és Brahms 2. szimfóniájának előadása aratott elismerést. 2014-ben a Verdi-trilógia (A legnanói csata
, A két Foscari, A lombardok) előadásaiért Nemzetközi Opera-díjat kapott, 2019-ben pedig elnyerte a Bécsi Európai Kulturális Díjat. Young tiszteletbeli doktorátust kapott a Nyugat-Ausztráliai Egyetemen, a Griffith Egyetemen, a Monash Egyetemen és az Új-Dél-Walesi Egyetemen. 2021-ben megkapta az ausztráliai Advance Awards globális ikonja elismerést. 2022-ben a Bécsi Állami Operaház tiszteletbeli tagjává („Ehrenmitglied”) nevezték ki. „Nagy megtiszteltetés, hogy a Bécsi Állami Operaházban Ehrenmitgliedshaftnak neveztek ki, és nagyon hálás vagyok ezért a díjért. 1993-as debütálásom óta nagyon szoros köteléket éreztem az operaházzal” – nyilatkozta az elismerésről.
Young férje Greg Condon, két lányuk van. Az idősebb, Yvann, pénzügyi területen dolgozik, a fiatalabb, Lucie, hárfaművész, és a londoni King’s College-ben tanult.

## Felvételei
Válogatás az AllMusic és a Discogs nyilvántartása alapján.
| Megjelenés | Tartalom                                                                             | Közreműködők | Kiadó             |
| ---------- | ------------------------------------------------------------------------------------ | --- | ----------------- |
| 1994       | Opera Arier                                                                          | Knut Skram, Royal Philharmonic Orchestra                                                                                             | Grappa            |
| 2000       | Songs by Richard Strauss                                                             | Steve Davislim, State Orchestra of Victoria                                                                                          | Melba Recordings  |
| 2002       | Halévy: La Juive                                                                     | Soile Isokoski, Regina Schörg, Neil Shicoff, Zoran Todorovich, Alastair Miles, Gáti István, Wiener Staatsoper                        | RCA               |
| 2007       | Bruckner: Sinfonie Nr. 2                                                             | Philharmoniker Hamburg | Oehms Classics    |
| 2008       | Francis Poulenc: Dialogues des Carmélites (DVD)                                      | Wolfgang Schöne, Alexia Voulgaridou, Nikolai Schukhoff, Kathryn Harries, Anne Schwanewilms, Gabriele Schnaut, Philharmoniker Hamburg | Arthaus Music     |
| 2009       | Wagner: Die Walküre                                                                  | Stuart Skelton, Mihail Petrenko, Falk Struckmann, Yvonne Naef, Deborah Polaski, Jeanne Piland, Philharmoniker Hamburg                | Oehms Classics    |
| 2010       | Brahms: Sinfonie Nr. 1                                                               | Philharmoniker Hamburg | Oehms Classics    |
| 2012       | Johannes Brahms: Sinfonie No. 2; Tragische Ouvertüre                                 | Philharmoniker Hamburg | Oehms Classics    |
| 2012       | Wagner: Der Ring des Nibelungen (Rheingold, Die Walküre, Siegfried, Götterdämmerung) | Philharmoniker Hamburg | Oehms Classics    |
| 2014       | Bruckner: Studiensinfonie                                                            | Philharmoniker Hamburg | Oehms Classics    |
| 2016       | Franz Schmidt: Das Buch mit sieben Siegeln                                           | Klaus Florian Vogt, Georg Seppenfeld, NDR Chor, Staatschor Latvija, Philharmoniker Hamburg                                           | Oehms Classics    |
| 2019       | Bernhard Lang: ParZeFool                                                             | Daniel Gloger, Magdalena Anna Hofmann, Wolfgang Bankl, Tómas Tómasson, Martin Winkler, Arnold Schoenberg Chor, Klangforum Wien       | Kairos            |
| 2021       | Hans Werner Henze: Das verratene Meer                                                | Josh Lovell, Vera-lotte Boecker, Bo Skovhus, Stefan Astakhov, Martin Häßler, Jörg Schneider, Orchester der Wiener Staatsoper         | Wiener Staatsoper |
| 2021       | Transcendent Love (Richard Wagner, Richard Strauss) (DVD)                            | Lisa Gasteen, West Australian Symphony Orchestra                                                                                     | ABC Classic       |